# 하이프네이션: 힙합사기꾼
"하이프네이션: 힙합사기꾼"은 2014년에 개봉한 대한민국 & 미국의 합작 영화이다.

## 캐스팅
- 다니얼 신 : 제이슨 리 역
- 박재범 : 다크니스 역
- 크라운 제이 : 주엘 리 역
- 제이 부그 : 제시 역
- 릴' 피즈 : 토미 역
- 이태은 : 다이애나 역
- 박노식 : 김 형사 역
- 조슈아 : 골지카 브래드 역
- 권남희 : 장미자 역
- 김홍파 : 오 반장 역
- 김대현 : 강 형사 역
- 진수 : 최 형사 역
- 샘 : 새미/리사 역
- 캐리 히로유키 타가와 : 새미 카터 역
- 데니스 오 : 토니 캉 역
- 이규섭 : 포카리 역
- 배문준 : 흰둥이 역
- 토니 영 : 골드티 역
- 이성민 : 카오틱 역
- 정민진 : 리포터 역
- 김근영 : 모텔주인 역
- 제이미 : 보이드 스텔라 역
- 베로니카 : 어린 스텔라 역
- 한동희 : 제이슨 부하 역
- 박충환 : 건달 1 역
- 박건규 : 건달 2 역
- 정세린 : 내연녀 역
- 박재민 : 배틀 MC 역
- 백승주 : 솔로팝핀 역
- 장경호 : 카오스 크루 역
- 이성민 : 카오스 크루 역
- 김대건 : 카오스 크루 역
- 황윤관 : 카오스 크루 역
- 이광선 : 카오스 크루 역
- 박경호 : 카오스 크루 역
- 이상진 : 카오스 크루 역
- 박차돌 : 카오스 크루 역
- 김정대 : 카오스 크루 역
- 이재범 : 카오스 크루 역
- 유주원 : 여자댄서 역
- 여은지 : 여자댄서 역
- 라니아 (특별출연)